# سده یازدهم میلادی
سدهٔ ۱۱ میلادی یا قرن یازدهم میلادی، در تقویم گریگوری به فاصلهٔ سال‌های ۱۰۰۱ تا ۱۱۰۰ میلادی گفته می‌شود. این سده در اروپا بخشی از دوران واپس‌ماندگی علمی و اجتماعی معروف به قرون وسطی بود. اما در شرق، به‌ویژه در ایران و دیگر کشورهای اسلامی، این زمان همراه با شکوفایی در هنر، ادبیات، و علم بود.
| سده‌ها: | سده ۱۰ - سده ۱۱ - سده ۱۲                          |
| دهه‌ها: | ۱۰۰۰ ۱۰۱۰ ۱۰۲۰ ۱۰۳۰ ۱۰۴۰ ۱۰۵۰ ۱۰۶۰ ۱۰۷۰ ۱۰۸۰ ۱۰۹۰ |

## رویدادها
- ۱۰۰۱ سلطان محمود غزنوی شاه ایران به شمال هندوستان حمله کرد.
- ۱۰۰۱ گروهی از وایکینگ‌های دریانورد در ناحیه‌ای در آمریکای شمالی شروع به سکونت می‌کنند.
- ۱۰۱۴ پیروزی سپاه بیزانس بر سپاه بلغارها.
- ۱۰۲۱ کشته شدن حاکم بامرالله خلیفه فاطمیان در مصر.
- 1025 ابن سینا کتاب قانون در طب را نوشت.
- ۱۰۵۵ فتح بغداد به دست ترکان سلجوقی و دستگیری حاکم آل بویه در این شهر.
- ۱۰۷۱ پیروزی سلجوقیان به فرماندهی آلب ارسلان بر سپاه بیزانس در نبرد ملازگرد.
- ۱۰۷۳ تسلط سلجوقیان بر شهر آنکارا و بیرون راندن بیزانس‌ها.
- ۱۰۷۹ تغییر تقویم ایرانی به دستور ملکشاه سلجوقی.
- ۱۰۸۸ تأسیس دانشگاه بولونیا در ایتالیا که قدیمی‌ترین دانشگاه موجود در جهان است.
- ۱۰۹۶ تأسیس دانشگاه آکسفورد در انگلیس.
- ۱۰۹۶ آغاز جنگ های صلیبی با وقوع نخستین جنگ صلیبی
- ۱۰۹۸ تسخیر انطاکیه بدست سپاه صلیبی
- ۱۰۹۹ تسخیر اورشلیم بدست سپاه صلیبی و پیدایش پادشاهی اورشلیم

## شخصیت‌ها
- آتیشا، آموزگار بودایی
- آبا شاموئل، پادشاه مجارستان
- آلپ ارسلان پادشاه سلجوقی
- آلکسیوس یکم، امپراتور بیزانس
- ابراهیم برحیا، فیلسوف و ستاره‌شناس یهودی
- ابن سینا
- ابن هیثم دانشمند مسلمان
- ابوالعباس احمد قادر، خلیفه عباسی
- ابوالقاسم عبدالله مقتدی، خلیفه عباسی
- ابوبکر کرجی، ریاضی‌دان و آب‌شناس ایرانی
- ابوریحان بیرونی
- ابوجعفر عبدالله قائم، خلیفه عباسی
- ابوسعید سجزی، ستاره‌شناس و ریاضی‌دان ایرانی
- ابونصر منصور، ریاضی‌دان و ستاره‌شناس ایرانی
- اتلرد بدفهم، پادشاه انگلستان
- ادوارد خستو، پادشاه انگلستان
- اسوین یکم، پادشاه دانمارک، نروژ و انگلستان
- امام محمد غزالی
- امای نورماندی، همسر کانوت بزرگ
- انسلم، قذیس و متفکر مسیحی
- ایزاک یکم، امپراتور بیزانس
- باسیل دوم، امپراتور بیزانس
- پتر (مجارستان)، پادشاه مجارستان
- پیر آبلار، فیلسوف و نویسندهٔ فرانسوی
- تئودورای مقدونی، امپراتریس بیزانس
- خیام نیشابوری
- رومانوس سوم، امپراتور بیزانس
- رومانوس چهارم، امپراتور بیزانس
- زوئه مقدونی، امپراتریس بیزانس
- ساموئیل، تزار بلغارستان
- فیلیپ یکم، پادشاه فرانسه
- کانوت بزرگ، فرمانروای انگلستان، دانمارک، سوئد و نروژ
- کنراد دوم امپراتور امپراتوری مقدس روم
- کنستانتین هشتم، امپراتور بیزانس
- کنستانتین نهم، امپراتور بیزانس
- کنستانتین دهم، امپراتور بیزانس
- کوشیار گیلانی، ریاضی‌دان و ستاره‌شناس ایرانی
- گادوین، ارل وسکس
- ملک‌شاه سلجوقی
- میخائیل چهارم، امپراتور بیزانس
- میخائیل پنجم، امپراتور بیزانس
- میخائیل ششم، امپراتور بیزانس
- میخائیل هفتم، امپراتور بیزانس
- موراساکی شیکیبو، نویسندهٔ ژاپنی
- مؤید فی‌الدین شیرازی، فیلسوف ایرانی
- ناصر خسرو
- نسوی، ریاضی‌دان ایرانی
- نیکه‌فروس سوم، امپراتور بیزانس
- وانگ آنشی، صدراعظم دودمان سونگ
- ویلیام یکم ملقب به ویلیام فاتح، فرمانروای نورماندی و انگلستان
- هارولد گادوینسن، پادشاه انگلستان
- هانری یکم، پادشاه فرانسه
- هاینریش سوم، امپراتور امپراتوری مقدس روم
- هاینریش چهارم، امپراتور امپراتوری مقدس روم

## نوآوری‌ها
- چاپ اسکناس کاغذی در چین
- نوشتن کتاب‌ها و رساله‌های پزشکی تأثیرگذار از سوی ابن سینا
- ابزارهای ستاره‌شناسی گوناگون مانند سدس
- ساخت ذره‌بین توسط ابن هیثم

## دهه‌ها و سال‌ها
‎